# (8452) Clay
(8452) Clay est un astéroïde de la ceinture principale.

## Description
(8452) Clay est un astéroïde de la ceinture principale. Il fut découvert le 27 novembre 1978 à Harvard par l'observatoire de l'université Harvard. Il présente une orbite caractérisée par un demi-grand axe de 2,41 UA, une excentricité de 0,17 et une inclinaison de 2,2° par rapport à l'écliptique.

## Compléments